# Serialverbkonstruktion
Serialverbkonstruktionen sind ein Phänomen, das sich typischerweise in isolierenden Sprachen zeigt; dazu gehören in Asien z. B. Chinesisch, Thai, Vietnamesisch und Khmer, in Westafrika z. B. Yoruba und Igbo. Auch in verschiedenen Papua-Sprachen Neuguineas ist diese Erscheinung zu finden.
Bei einer Verbserialisierung werden zwei oder mehr Verben (zumeist) ohne formale Verknüpfung (asyndetisch) aneinandergereiht, wodurch komplexere Sachverhalte zum Ausdruck gebracht werden können, die aber immer noch als ein zusammenhängendes Ereignis zählen.
Ein Beispiel aus dem Vietnamesischen:
| Muốn                                                                                              | biết   | được     | thua      | phải   | đi    | hỏi.   |
| wollen                                                                                            | wissen | gewinnen | verlieren | müssen | gehen | fragen |
| „Wenn (Sie) wissen wollen, ob (Sie) gewonnen oder verloren haben, müssen (Sie) gehen und fragen.“ |        |          |           |        |       |        |

Beispiele aus dem Yoruba:
| ó                    | mú     | ìwé  | wá     |
| er                   | nehmen | Buch | kommen |
| „er bringt das Buch“ |        |      |        |

| ó              | gbé    | e  | wá     |
| er             | tragen | es | kommen |
| „er bringt es“ |        |    |        |